# San Miguel Tecomatlán (Oaxaca)
San Miguel Tecomatlán es una localidad del estado mexicano de Oaxaca. Es cabecera del municipio de San Miguel Tecomatlán.

## Demografía
| Censo | Población |
| ----- | --------- |
| 1900  | 702       |
| 1910  | 698       |
| 1921  | 603       |
| 1930  | 611       |
| 1940  | 633       |
| 1950  | 649       |
| 1960  | 1078      |
| 1970  | 985       |
| 1980  | 235       |
| 1990  | 273       |
| 1995  | 163       |
| 2000  | 174       |
| 2005  | 142       |
| 2010  | 210       |
| 2020  | 229       |